# Perruche des Chatham
Cyanoramphus forbesi
Espèce
Statut de conservation UICN

 VU  : Vulnérable
Statut CITES
Le Kakariki des Chatham ou Perruche des Chatham (Cyanoramphus forbesi) est une espèce d'oiseaux longtemps considérée comme une sous-espèce du Kakariki à front jaune (Cyanoramphus auriceps).